# Maze Runner - La rivelazione
Maze Runner - La rivelazione (Maze Runner: The Death Cure) è un film del 2018 diretto da Wes Ball.
È una pellicola di fantascienza ambientata in un futuro distopico, adattamento cinematografico del romanzo La rivelazione - Maze Runner (The Death Cure) scritto nel 2011 da James Dashner, e sequel del film Maze Runner - La fuga.

## Trama
Nell'intento di salvare Minho dalla prigionia di WCKD, Thomas e il suo gruppo di sopravvissuti del "Braccio Destro" inseguono un treno carico di ragazzi: con l'aiuto di un elicottero rubato a WCKD riescono a trarre in salvo la maggior parte dei prigionieri ma nonostante abbiano sentito la sua voce, Minho non si trova dentro. Dopo essersi rifugiati in un porto abbandonato, i ragazzi vengono a conoscenza di un'"Ultima Città" (all'interno della quale la gente dovrebbe essere al sicuro dal virus), sede del centro operativo di WCKD, e dove quindi potrebbe essere rinchiuso Minho. Thomas e il suo gruppo decidono di partire: per attraversare la collina oltre la quale si trova l'Ultima Città entrano in auto in una galleria affollata di Spaccati; il veicolo si ribalta e proseguono a piedi, braccati dall'orda di spaccati, ma vengono miracolosamente tratti in salvo da Brenda e Jorge.
Nel centro operativo di WCKD, dopo un tentativo fallito di usare gli anticorpi di Minho per trovare una cura al virus, la dottoressa Ava Paige è pronta ad ammettere la sconfitta, mentre Teresa, travolta dai sensi di colpa per aver tradito i suoi amici e allo stesso tempo convinta di aver fatto la cosa giusta, non demorde e prosegue nelle ricerche. I ragazzi raggiungono le porte dell'Ultima Città, circondati da una folla di superstiti che cercano riparo: le guardie dell’Ultima Città iniziano a sparare per allontanarli dalle mura e i ragazzi si ritirano illesi, ma vengono portati via da una squadra di uomini incappucciati: uno di questi è Gally, in realtà sopravvissuto nel primo film. Gally li conduce da Lawrence, uomo d'affari dal volto sfigurato dal virus Eruzione e capo dei superstiti, che decide di aiutarli ad entrare nella WCKD. Dal comportamento di Thomas i ragazzi capiscono che egli è ancora innamorato di Teresa e, quindi, Minho non sarebbe l'unico obiettivo della missione, per questo Newt ha una crisi nervosa con Thomas, ma dopo essersi scusato gli confessa di aver contratto il virus.
Dapprima i ragazzi rapiscono Teresa, allo scopo di ottenere il suo aiuto con le buone o con le cattive: la ragazza rimuove i loro microchip dal collo, ma durante la rimozione di quello di Thomas scopre chiacchierando con lui che Brenda, morsa nel precedente film e successivamente curata, non presenta più nessun sintomo della malattia da vari mesi e inizia a nutrire speranze su una possibile cura nel sangue di Thomas. In seguito Thomas, Newt e Gally, travestiti da soldati WCKD, entrano nell'edificio con lei, in modo che apra le porte; Newt tuttavia inizia ad avvertire i sintomi della trasformazione. La prima parte del piano ha successo: il gruppo riesce a liberare tutti i prigionieri, tranne Minho, che era stato trasferito nell’ala medica, da un'altra parte. Gally termina il lavoro (impossessarsi del siero basato sul sangue di Minho) e successivamente porta i ragazzi liberati all'appuntamento con Brenda, che li attende con un autobus per la fuga. Thomas e Newt, con Teresa, vanno in cerca di Minho. Vengono scoperti da Janson e inseguiti dalle guardie, finché Teresa non spinge i due oltre una porta antiproiettile: in questo modo li salva momentaneamente dall'inseguimento e li intrappola, tuttavia i due riescono a trarre in salvo Minho; vedendosi tagliata l'unica via di fuga, i tre si tuffano dalla finestra nella vasca di una fontana, venendo poi raggiunti da Gally, che era tornato a cercarli.
Nel frattempo, la gente della città attacca il centro WCKD, grazie a una breccia aperta nelle mura da Lawrence, che si è fatto esplodere. Teresa intanto, analizzando un campione di sangue di Thomas, trova una cura effettiva, ma quando lo annuncia a Thomas è ormai troppo tardi: dopo una breve lotta, Newt implora Thomas di lasciarlo andare e lo aggredisce ferendolo con un pugnale, ma poi alla fine, anche se la mano di Thomas era sul pugnale, colpisce sé stesso; ma poco prima di morire dà a Thomas un ciondolo. Sconsolato per la perdita di Newt, Thomas entra nel complesso e punta la pistola contro Ava Paige, che gli promette di non fare più del male a nessun altro, ma viene uccisa da Janson alle sue spalle, che seda Thomas con un dardo.
Thomas si risveglia legato su un lettino: Janson, anch'egli infettato, rivela di non volerlo uccidere, bensì di tenerlo in vita per via del siero, che Janson deciderà su chi usare; Teresa decide di aiutare Thomas stordendo Janson con una bottiglia, ma questi si rialza e aggredisce Teresa mentre Thomas riesce a slegarsi. Nel frattempo il "Braccio Destro" inizia a bombardare il palazzo, che prende fuoco; i due ragazzi, appropriatisi della fiala del siero, si rifugiano in un laboratorio ma, nel mentre, Thomas viene ferito all'addome con un colpo di pistola da Janson; Thomas frantuma un vetro che conteneva alcuni Spaccati, che assalgono e uccidono Janson. I due ragazzi attraversano il palazzo in fiamme e, senza una via di fuga, Thomas perdona Teresa. L'elicottero alleato arriva per trarli in salvo: Thomas, sebbene quasi privo di forze, riesce a salire sul velivolo aiutato da Teresa, ma poco prima di decollare il palazzo inizia a collassare e Teresa non riesce a salvarsi.
Il giorno dopo Thomas si risveglia in un accampamento sulla spiaggia di Porto Sicuro, dove l'intero gruppo di sopravvissuti è pronto a ricominciare una nuova vita. Thomas incide su una roccia i nomi degli amici caduti come nel Labirinto e apre il ciondolo datogli da Newt, dove trova una lettera per lui, dopodiché osserva la fiala col siero e realizza che, seppur cessata la tirannia di WCKD, ancora non è finita l'apocalisse.

## Produzione
Nel marzo 2015 T.S. Nowlin viene confermato nel ruolo di sceneggiatore per l'adattamento del terzo capitolo della saga. Il 16 settembre 2015 viene confermato anche Wes Ball alla regia. Nell'ottobre seguente il regista conferma che il capitolo finale della saga non sarà diviso in due parti, ma sarà un film unico.
Il budget del film è stato di 62 milioni di dollari.

### Riprese
Le riprese sono iniziate il 14 marzo 2016, ma il 18 marzo l'attore Dylan O'Brien si infortuna sul set e la lavorazione viene sospesa.. Le riprese riprendono il 6 marzo 2017 in Sudafrica e terminano il 3 giugno dello stesso anno.

## Promozione
Il primo teaser trailer viene diffuso il 23 settembre 2017, mentre il trailer esteso il giorno seguente.

## Distribuzione
La pellicola è stata distribuita nelle sale cinematografiche statunitensi a partire dal 26 gennaio 2018, anche in 3D e IMAX, ed in quelle italiane a partire dal 1º febbraio.

## Accoglienza

### Incassi
Il film si posiziona al primo posto nel primo fine settimana di programmazione nel Nord America con un incasso di 23,5 milioni di dollari, mentre a fine corsa incassa 288,1 milioni di dollari in tutto il mondo.

## Riconoscimenti
- 2018 - Teen Choice Awards[14]
  - Candidatura per il miglior film d'azione
  - Candidatura per il miglior attore in un film d'azione a Dylan O'Brien
  - Candidatura per il miglior cattivo a Aidan Gillen
  - Candidatura per la miglior coppia a Dylan O'Brien e Kaya Scodelario